# Rifugi delle Alpi
L'elenco dei rifugi delle Alpi comprende rifugi, bivacchi e alloggi assimilabili. Oltre a un gran numero di rifugi dei vari club alpini nazionali ve ne sono diversi di proprietà privata. La lista include alcuni - ma di gran lunga non tutti - dei rifugi nei sette paesi alpini di Germania, Francia, Italia, Liechtenstein, Austria, Svizzera e Slovenia. In Francia, questi alloggi sono anche chiamati Refuge, in parte anche in Svizzera, a seconda dell'area linguistica. In Slovenia prendono il nome di Dom o Koča.

## Elenco rifugi
| Rifugio                                    | Proprietà                            | Catena                                   |
| ------------------------------------------ | ------------------------------------ | ---------------------------------------- |
| A                                          |                                      |                                          |
| Almagellerhütte                            | Club alpino svizzero                 | Alpi Pennine                             |
| B                                          |                                      |                                          |
| baita Cernello                             | Enel                                 | Prealpi Bergamasche                      |
| baita Marino Pederiva                      |                                      | Gruppo del Catinaccio                    |
| Berghotel Kasern                           |                                      | Alpi della Zillertal                     |
| Berliner Hütte                             | Deutscher Alpenverein                | Alpi della Zillertal                     |
| bivacco Adolfo Hess                        | Club Alpino Accademico Italiano      | Massiccio del Monte Bianco               |
| Bivacco Ambrogio Fogar                     | Bognanco                             | Alpi Pennine                             |
| bivacco Camillotto Pellissier              | Società Guide del Cervino            | Alpi Pennine                             |
| bivacco Cesare Fiorio                      | Club Alpino Accademico Italiano      | Massiccio del Monte Bianco               |
| Bivacco Città di Clusone                   | Club alpino italiano                 | Prealpi Bergamasche                      |
| bivacco Città di Mariano                   | Club alpino italiano                 | Alpi Pennine                             |
| bivacco Corrado Alberico - Luigi Borgna    | Club Alpino Accademico Italiano      | Massiccio del Monte Bianco               |
| bivacco della Brenva                       | Club Alpino Accademico Italiano      | Massiccio del Monte Bianco               |
| bivacco di Fréboudze                       | Club Alpino Accademico Italiano      | Massiccio del Monte Bianco               |
| bivacco Duccio Manenti                     | Club alpino italiano                 | Alpi Pennine                             |
| bivacco Enzo e Nino Benedetti              |                                      | Alpi Pennine                             |
| bivacco Ernesto Lomasti                    | Club alpino italiano                 | Alpi Carniche                            |
| bivacco Ettore Canzio                      | Club Alpino Accademico Italiano      | Massiccio del Monte Bianco               |
| bivacco Gianni Comino                      | Club alpino italiano                 | Massiccio del Monte Bianco               |
| Bivacco Gianpaolo Del Piero                | Club alpino italiano                 | Alpi dell'Ortles                         |
| bivacco Gino Rainetto                      | Giovane Montagna                     | Massiccio del Monte Bianco               |
| bivacco Giorgio e Renzo Novella            |                                      | Alpi Pennine                             |
| bivacco Giuseppe Lampugnani                | Club Alpino Accademico Italiano      | Massiccio del Monte Bianco               |
| bivacco Giuseppe Zanuso                    |                                      | Prealpi Giulie                           |
| bivacco Giusto Gervasutti al Fréboudze     | Club alpino italiano                 | Massiccio del Monte Bianco               |
| bivacco La Lliée                           |                                      | Alpi Pennine                             |
| bivacco Lago Tzan                          |                                      | Alpi Pennine                             |
| bivacco Laura Florio                       |                                      | Alpi Pennine                             |
| bivacco Lorenzo Borelli - Carlo Pivano     | Club Alpino Accademico Italiano      | Massiccio del Monte Bianco               |
| bivacco Luigi Pascal                       |                                      | Alpi Pennine                             |
| bivacco Marchi-Granzotto                   | Club alpino italiano                 | Dolomiti Friulane                        |
| bivacco Marco Crippa                       |                                      | Massiccio del Monte Bianco               |
| bivacco Mario Jachia                       | Società Guide Alpine Courmayeur      | Massiccio del Monte Bianco               |
| bivacco Marzotto-Sacchi                    | Club alpino italiano                 | Prealpi Venete                           |
| bivacco Oreste Bossi                       | Club alpino italiano                 | Alpi Pennine                             |
| bivacco Paoluccio                          |                                      | Alpi Pennine                             |
| bivacco Piero Craveri                      | Club Alpino Accademico Italiano      | Massiccio del Monte Bianco               |
| bivacco Renzo Rivolta                      |                                      | Alpi Pennine                             |
| bivacco Rossi e Volante                    | Club alpino italiano                 | Alpi Pennine                             |
| bivacco Tête des Roéses                    | Club Alpino Accademico Italiano      | Alpi Pennine                             |
| bivacco Ulrich Lateltin                    | Club alpino italiano                 | Alpi Pennine                             |
| bivacco Umberto Balestreri                 | Club Alpino Accademico Italiano      | Alpi Pennine                             |
| Bonner Hütte                               |                                      | Alpi dei Tauri occidentali               |
| Bordierhütte                               | Club alpino svizzero                 | Alpi Pennine                             |
| Bovalhütte                                 | Club alpino svizzero                 | Massiccio del Bernina                    |
| Britanniahütte                             | Club alpino svizzero                 | Alpi Pennine                             |
| C                                          |                                      |                                          |
| Cabane de Bertol                           | Club alpino svizzero                 | Alpi Pennine                             |
| Cabane de Chanrion                         | Club alpino svizzero                 | Alpi Pennine                             |
| Cabane de la Dent-Blanche                  | Club alpino svizzero                 | Alpi Pennine                             |
| Cabane de Moiry                            | Club alpino svizzero                 | Alpi Pennine                             |
| Cabane de Panossière                       | Bagnes                               | Alpi Pennine                             |
| Cabane de Saleina                          | Club alpino svizzero                 | Massiccio del Monte Bianco               |
| Cabane de Tracuit                          | Club alpino svizzero                 | Alpi Pennine                             |
| Cabane de Valsorey                         | Club alpino svizzero                 | Alpi Pennine                             |
| Cabane des Dix                             | Club alpino svizzero                 | Alpi Pennine                             |
| Cabane des Vignettes                       | Club alpino svizzero                 | Alpi Pennine                             |
| Cabane du Grand Mountet                    | Club alpino svizzero                 | Alpi Pennine                             |
| Cabane du Vélan                            | Club alpino svizzero                 | Alpi Pennine                             |
| capanna Adula CAS                          | Club alpino svizzero                 | Alpi Ticinesi e del Verbano              |
| capanna Adula UTOE                         | Unione Ticinese Operai Escursionisti | Alpi dell'Adula                          |
| capanna Al Legn                            |                                      | Alpi Ticinesi e del Verbano              |
| Capanna Albagno                            |                                      | Alpi Lepontine                           |
| Capanna Alpe Saléi                         |                                      | Alpi Lepontine                           |
| Capanna Alpe Sponda                        |                                      | Alpi Lepontine                           |
| Capanna Alzasca                            |                                      | Alpi Lepontine                           |
| Capanna Baita del Luca                     |                                      | Prealpi Luganesi                         |
| Capanna Barone                             |                                      | Alpi Lepontine                           |
| Capanna Borgna                             |                                      | Alpi Lepontine                           |
| Capanna Bovarina                           |                                      | Alpi Lepontine                           |
| Capanna Brogoldone                         |                                      | Alpi Lepontine                           |
| capanna Buffalora                          |                                      | Alpi Lepontine                           |
| Capanna Cadagno                            |                                      | Alpi Lepontine                           |
| capanna Cadlimo                            | Club alpino svizzero                 | Alpi Ticinesi e del Verbano              |
| Capanna Cognöra                            |                                      | Alpi Lepontine                           |
| capanna Como                               | Club alpino italiano                 | Alpi Lepontine                           |
| capanna Cornavòsa                          |                                      | Alpi Ticinesi e del Verbano              |
| capanna Cristallina                        | Club alpino svizzero                 | Alpi Ticinesi e del Verbano              |
| Capanna d'Efra                             |                                      | Alpi Lepontine                           |
| Capanna del Campo Tencia                   |                                      | Alpi Lepontine                           |
| capanna del Corno Gries                    | Club alpino svizzero                 | Alpi Ticinesi e del Verbano              |
| capanna del Forno                          | Club alpino svizzero                 | Alpi del Bernina                         |
| Capanna del Gesero                         |                                      | Alpi Lepontine                           |
| Capanna del Monte Bar                      |                                      | Prealpi Luganesi                         |
| Capanna del Pairolo                        |                                      | Prealpi Luganesi                         |
| Capanna del Tamaro                         |                                      | Prealpi Luganesi                         |
| Capanna di Cava                            |                                      | Alpi Lepontine                           |
| Capanna Dötra                              |                                      | Alpi Lepontine                           |
| capanna Fratelli Gugliermina               | Club alpino italiano                 | Alpi Pennine                             |
| Capanna Gana Rossa                         |                                      | Alpi Lepontine                           |
| Capanna Garzonera                          |                                      | Alpi Lepontine                           |
| capanna Giovanni Gnifetti                  | Club alpino italiano                 | Alpi Pennine                             |
| Capanna Gorda                              |                                      | Alpi Lepontine                           |
| capanna Grossalp                           | Unione Ticinese Operai Escursionisti | Alpi Ticinesi e del Verbano              |
| Capanna Leìt                               |                                      | Alpi Lepontine                           |
| capanna Luigi Amedeo di Savoia             | Società Guide del Cervino            | Alpi Pennine                             |
| capanna Luigina Resegotti                  | Club alpino italiano                 | Alpi Pennine                             |
| Capanna Monte Leone                        | Club alpino svizzero                 | Alpi Pennine                             |
| capanna Motterascio                        | Club alpino svizzero                 | Alpi dell'Adula                          |
| Capanna Pian d'Alpe                        |                                      | Alpi Lepontine                           |
| Capanna Pian di Crest                      |                                      | Alpi Lepontine                           |
| Capanna Piandios                           |                                      | Alpi Lepontine                           |
| capanna Piansecco                          | Club alpino svizzero                 | Alpi Ticinesi e del Verbano              |
| Capanna Prodör                             |                                      | Alpi Lepontine                           |
| capanna Quarnèi                            |                                      | Alpi Lepontine                           |
| capanna Regina Margherita                  | Club alpino italiano                 | Alpi Pennine                             |
| capanna Saracco-Volante                    | Club alpino italiano                 | Alpi Liguri                              |
| capanna Scaletta                           | Società degli Alpinisti Tridentini   | Alpi Lepontine                           |
| capanna sociale Carmagnola                 |                                      | Alpi Cozie                               |
| Capanna Sovèltra                           |                                      | Alpi Lepontine                           |
| capanna Vallot                             | Club alpino francese                 | Massiccio del Monte Bianco               |
| Chamanna Coaz                              | Club alpino svizzero                 | Massiccio del Bernina                    |
| D                                          |                                      |                                          |
| Domhütte                                   | Club alpino svizzero                 | Alpi Pennine                             |
| E                                          |                                      |                                          |
| Europahütte                                | Randa                                | Alpi Pennine                             |
| F                                          |                                      |                                          |
| Finsteraarhornhütte                        | Club alpino svizzero                 | Alpi Bernesi                             |
| G                                          |                                      |                                          |
| Gafadurahütte                              |                                      | Catena del Reticone                      |
| Gandegghütte                               |                                      | Alpi Pennine                             |
| H                                          |                                      |                                          |
| Hollandiahütte                             | Club alpino svizzero                 | Alpi Bernesi                             |
| Hörnlihütte                                | Club alpino svizzero                 | Alpi Pennine                             |
| I                                          |                                      |                                          |
| J                                          |                                      |                                          |
| K                                          |                                      |                                          |
| Kinhütte                                   |                                      | Alpi Pennine                             |
| Konkordiahütte                             | Club alpino svizzero                 | Alpi Bernesi                             |
| L                                          |                                      |                                          |
| M                                          |                                      |                                          |
| malga Nemes                                |                                      | Alpi Retiche orientali                   |
| malga Tassulla                             | Tassullo                             | Dolomiti di Brenta                       |
| Mischabelhütte                             | Club Alpino Accademico Zurigo        | Alpi Pennine                             |
| Mönchsjochhütte                            | Club alpino svizzero                 | Alpi Bernesi                             |
| Monte Rosa Hütte                           | Club alpino svizzero                 | Alpi Pennine                             |
| N                                          |                                      |                                          |
| O                                          |                                      |                                          |
| Oberaletschhütte                           | Club alpino svizzero                 | Alpi Bernesi                             |
| Orestes Hütte                              |                                      | Alpi Pennine                             |
| Ospizio del Gran San Bernardo              |                                      | Colle del Gran San Bernardo              |
| P                                          |                                      |                                          |
| Pfälzerhütte                               | Liechtensteiner Alpenverein          | Catena del Reticone                      |
| Q                                          |                                      |                                          |
| R                                          |                                      |                                          |
| refuge d'Entre Deux Eaux                   |                                      | Massiccio della Vanoise                  |
| refuge de Carro                            | Club alpino francese                 | Alpi Graie                               |
| refuge de l'Aigle                          | Club alpino francese                 | Massiccio degli Écrins                   |
| refuge de l'Arpont                         | Parco nazionale della Vanoise        | Massiccio della Vanoise                  |
| refuge de la Dent Parrachée                | Club alpino francese                 | Massiccio della Vanoise                  |
| refuge de la Fournache                     |                                      | Massiccio della Vanoise                  |
| refuge de la Pilatte                       | Club alpino francese                 | Massiccio degli Écrins                   |
| refuge de La Valette                       | Parco nazionale della Vanoise        | Massiccio della Vanoise                  |
| refuge de Leschaux                         | Club alpino francese                 | Massiccio del Monte Bianco               |
| refuge des Aiguilles d'Arves               | Club alpino francese                 | Catena Aiguilles d'Arves-Mas de la Grave |
| refuge des Drayères                        |                                      | Alpi Cozie                               |
| refuge du Châtelleret                      | Club alpino francese                 | Massiccio degli Écrins                   |
| refuge du Col de la Vanoise                | Club alpino francese                 | Massiccio della Vanoise                  |
| refuge du Col du Palet                     | Parco nazionale della Vanoise        | Massiccio della Vanoise                  |
| refuge du Couvercle                        | Club alpino francese                 | Massiccio del Monte Bianco               |
| Refuge du Fond d'Aussois                   |                                      | Alpi della Vanoise e del Grand Arc       |
| refuge du Glacier Blanc                    | Club alpino francese                 | Massiccio degli Écrins                   |
| refuge du Mont Pourri                      | Club alpino francese                 | Massiccio della Vanoise                  |
| refuge du Plan du Lac                      |                                      | Massiccio della Vanoise                  |
| refuge du Promontoire                      | Club alpino francese                 | Massiccio degli Écrins                   |
| refuge Napoléon                            |                                      | Alpi Cozie                               |
| rifugio 3A                                 | Operazione Mato Grosso               | Alpi Lepontine                           |
| rifugio 7º Alpini                          | Club alpino italiano                 | Gruppo della Schiara                     |
| rifugio abate Antonio Carestia             | Club alpino italiano                 | Alpi Pennine                             |
| rifugio Achille Papa                       | Club alpino italiano                 | Prealpi Vicentine                        |
| rifugio Agostino e Delfo Coda              |                                      | Alpi Pennine                             |
| rifugio ai Caduti dell'Adamello            |                                      | Gruppo dell'Adamello                     |
| rifugio Alberto Deffeyes                   | Club alpino italiano                 | Alpi Graie                               |
| rifugio Alberto Grassi                     |                                      | Prealpi Bergamasche                      |
| rifugio Alevè                              |                                      | Alpi Cozie                               |
| rifugio Alfonso Vandelli                   |                                      | Gruppo del Sorapiss                      |
| rifugio Alfredo Rivetti                    |                                      | Alpi Pennine                             |
| rifugio Alfredo Serristori                 |                                      | Alpi Retiche meridionali                 |
| rifugio Allievi-Bonacossa                  | Club alpino italiano                 | Alpi Retiche                             |
| rifugio Alpe Corte                         | Club alpino italiano                 | Prealpi Bergamasche                      |
| rifugio Alpe di Tires                      |                                      | Massiccio dello Sciliar                  |
| rifugio Alpenzu                            |                                      | Alpi Pennine                             |
| rifugio Alpetto                            | Club alpino italiano                 | Alpi Cozie                               |
| rifugio Alpinisti Monzesi                  | Club alpino italiano                 | Alpi Orobie                              |
| rifugio Angelo Alimonta                    |                                      | Dolomiti di Brenta                       |
| rifugio Angelo Bosi                        |                                      | Dolomiti di Sesto                        |
| rifugio Antermoia                          | Club alpino italiano                 | Gruppo del Catinaccio                    |
| rifugio Antonio Berti                      | Club alpino italiano                 | Dolomiti di Sesto                        |
| rifugio Antonio Curò                       | Club alpino italiano                 | Prealpi Bergamasche                      |
| rifugio Antonio ed Elia Longoni            |                                      | Alpi Retiche occidentali                 |
| rifugio Antonio Locatelli                  | Club alpino italiano                 | Dolomiti di Sesto                        |
| rifugio Antonio Omio                       |                                      | Alpi Retiche occidentali                 |
| rifugio Antonio Stoppani                   | Club alpino italiano                 | Alpi Orobie                              |
| rifugio Aosta                              | Club alpino italiano                 | Alpi Pennine                             |
| Rifugio Aquileia                           |                                      | Dolomiti                                 |
| rifugio Arbolle                            |                                      | Massiccio del Gran Paradiso              |
| rifugio Arnaldo Bogani                     | Club alpino italiano                 | Alpi Orobie                              |
| rifugio Arp                                |                                      | Alpi Pennine                             |
| rifugio Auronzo                            | Club alpino italiano                 | Dolomiti di Sesto                        |
| rifugio Avanzà                             |                                      | Alpi Cozie                               |
| rifugio Averau                             |                                      | Dolomiti                                 |
| rifugio Bagnour                            |                                      | Alpi Cozie                               |
| rifugio Baion                              | Club alpino italiano                 | Marmarole                                |
| rifugio Baita Cassinelli                   |                                      | Prealpi Bergamasche                      |
| Rifugio Baita Golla                        |                                      | Alpi Orobie                              |
| rifugio Baita Iseo                         | Club alpino italiano                 | Alpi Orobie                              |
| rifugio Baitone                            |                                      | Gruppo dell'Adamello                     |
| rifugio Balma                              | Club alpino italiano                 | Alpi Cozie                               |
| rifugio Barbara Lowrie                     |                                      | Alpi Cozie                               |
| rifugio Barbellino                         |                                      | Alpi Orobie                              |
| rifugio Barbustel                          |                                      | Massiccio del Gran Paradiso              |
| rifugio Barmasse                           |                                      | Alpi Pennine                             |
| rifugio Baroni al Brunone                  |                                      | Prealpi Bergamasche                      |
| rifugio Bartolomeo Gastaldi                | Club alpino italiano                 | Alpi Graie                               |
| rifugio Battaglione Alpini Monte Granero   | Club alpino italiano                 | Alpi Cozie                               |
| rifugio Becchi Rossi                       |                                      | Alpi Marittime                           |
| rifugio Bergamo al Principe                | Club alpino italiano                 | Gruppo del Catinaccio                    |
| rifugio Biella                             |                                      | Dolomiti di Braies                       |
| rifugio Boè                                | Società degli Alpinisti Tridentini   | Gruppo del Sella                         |
| rifugio Bolzano                            | Club alpino italiano                 | Massiccio dello Sciliar                  |
| rifugio Bosconero                          |                                      | Dolomiti                                 |
| rifugio Bosio-Galli                        |                                      | Alpi Retiche occidentali                 |
| rifugio Bozzi                              | Club alpino italiano                 | Alpi dell'Ortles                         |
| rifugio Brasca                             |                                      | Alpi del Bernina                         |
| rifugio Bressanone                         |                                      | Alpi della Zillertal                     |
| rifugio Brigata Tridentina                 | Provincia autonoma di Bolzano        | Gruppo del Venediger                     |
| rifugio Bristot                            |                                      | Prealpi Bellunesi                        |
| rifugio Cà d'Asti                          |                                      | Alpi Graie                               |
| rifugio Cà San Marco                       |                                      | Prealpi Bergamasche                      |
| rifugio Camillo Giussani                   |                                      | Dolomiti                                 |
| rifugio Camillo Scarfiotti                 | Club alpino italiano                 | Alpi Cozie                               |
| rifugio Campo Base                         | Acceglio                             | Gruppo del Chambeyron                    |
| rifugio Capanna 2000                       |                                      | Prealpi Bergamasche                      |
| rifugio Capanna Cervino                    |                                      | Pale di San Martino                      |
| rifugio Capanna Trieste                    |                                      | Dolomiti                                 |
| Rifugio Carate Brianza                     | Club alpino italiano                 | Alpi Retiche occidentali                 |
| rifugio Carducci                           |                                      | Dolomiti                                 |
| Rifugio Care' Alto "Dante Ongari"          | Società degli Alpinisti Tridentini   | Gruppo dell'Adamello                     |
| rifugio Carlo e Massimo Semenza            |                                      | Prealpi Venete                           |
| rifugio Casarota                           | Società degli Alpinisti Tridentini   | Prealpi Venete                           |
| rifugio Casati                             | Club alpino italiano                 | Alpi dell'Ortles                         |
| rifugio Casera Pramosio                    |                                      | Alpi Carniche                            |
| rifugio Castiglioni                        | Club alpino italiano                 | Alpi Lepontine                           |
| rifugio Cauriol                            |                                      | Catena del Lagorai                       |
| rifugio Cavazza al Pisciadù                | Club alpino italiano                 | Gruppo del Sella                         |
| rifugio Cazzaniga-Merlini                  |                                      | Prealpi Bergamasche                      |
| rifugio Celso Gilberti                     | Club alpino italiano                 | Catena del Canin                         |
| rifugio Cesare Benigni                     |                                      | Alpi Orobie                              |
| rifugio Cesare Branca                      |                                      | Alpi Retiche meridionali                 |
| rifugio Cesare Dalmazzi al Triolet         | Club Alpino Accademico Italiano      | Massiccio del Monte Bianco               |
| rifugio Cesare Ponti                       |                                      | Alpi del Bernina                         |
| rifugio Chalet de l'Épée                   |                                      | Alpi Graie                               |
| rifugio Chambeyron                         | Club alpino francese                 | Alpi Cozie                               |
| rifugio Chiampizzulon                      |                                      | Alpi Carniche                            |
| rifugio Chiusa al Campaccio                |                                      | Alpi Sarentine                           |
| rifugio Ciampedie                          | Società degli Alpinisti Tridentini   | Gruppo del Catinaccio                    |
| rifugio Città di Arona                     | Club alpino italiano                 | Alpi Lepontine                           |
| rifugio Città di Busto                     | Club alpino italiano                 | Alpi Lepontine                           |
| rifugio Città di Carpi                     | Club alpino italiano                 | Cadini di Misurina                       |
| rifugio città di Chivasso                  |                                      | Alpi Graie                               |
| rifugio Città di Cirié                     |                                      | Alpi Graie                               |
| rifugio Città di Fiume                     | Club alpino italiano                 | Dolomiti                                 |
| rifugio Città di Lissone                   | Club alpino italiano                 | Gruppo dell'Adamello                     |
| rifugio città di Mantova                   |                                      | Alpi Pennine                             |
| rifugio Città di Milano                    |                                      | Alpi Retiche meridionali                 |
| rifugio città di Vigevano                  | Club alpino italiano                 | Alpi Pennine                             |
| rifugio Claudio e Bruno                    | Operazione Mato Grosso               | Alpi Lepontine                           |
| rifugio Coca                               |                                      | Prealpi Bergamasche                      |
| rifugio Crête Sèche                        | Club alpino italiano                 | Alpi Pennine                             |
| rifugio Cristina                           |                                      | Alpi Retiche occidentali                 |
| rifugio Croz dell'Altissimo                |                                      | Dolomiti di Brenta                       |
| rifugio d'Ambin                            | Club alpino francese                 | Alpi del Moncenisio                      |
| rifugio d'Argentière                       | Club alpino francese                 | Massiccio del Monte Bianco               |
| rifugio Damiano Chiesa                     | Società degli Alpinisti Tridentini   | Prealpi Gardesane                        |
| rifugio Damiano Marinelli                  |                                      | Alpi Pennine                             |
| rifugio Dante Livio Bianco                 |                                      | Alpi Marittime                           |
| rifugio De Alexandris-Foches               |                                      | Alpi Marittime                           |
| rifugio de l'Envers des Aiguilles          | Club alpino francese                 | Massiccio del Monte Bianco               |
| rifugio degli Angeli al Morion             | Operazione Mato Grosso               | Alpi Graie                               |
| rifugio dei Grands Mulets                  | Club alpino francese                 | Massiccio del Monte Bianco               |
| Rifugio del Coston                         |                                      | Alpi Retiche meridionali                 |
| rifugio del Goûter                         | Club alpino francese                 | Massiccio del Monte Bianco               |
| rifugio del Monte Thabor                   | Club alpino francese                 | Alpi Cozie                               |
| rifugio del Pelvoux                        | Club alpino francese                 | Massiccio degli Écrins                   |
| rifugio del Trient                         | Club alpino svizzero                 | Alpi Pennine                             |
| rifugio dell'Averole                       | Club alpino francese                 | Alpi Graie                               |
| rifugio della Gardetta                     |                                      | Alpi Cozie                               |
| rifugio della Vecchia                      |                                      | Alpi Pennine                             |
| Rifugio delle Marmotte                     |                                      | Massiccio del Gran Paradiso              |
| rifugio des Conscrits                      | Club alpino francese                 | Massiccio del Monte Bianco               |
| rifugio des Cosmiques                      | Compagnie des guides de Chamonix     | Massiccio del Monte Bianco               |
| rifugio des Écrins                         | Club alpino francese                 | Massiccio degli Écrins                   |
| rifugio des Evettes                        | Club alpino francese                 | Alpi del Moncenisio                      |
| rifugio di Tête Rousse                     | Club alpino francese                 | Massiccio del Monte Bianco               |
| rifugio Dodici Apostoli                    | Società degli Alpinisti Tridentini   | Dolomiti di Brenta                       |
| rifugio Dondena                            |                                      | Massiccio del Gran Paradiso              |
| rifugio du Requin                          | Club alpino francese                 | Massiccio del Monte Bianco               |
| rifugio Duca degli Abruzzi all'Oriondé     |                                      | Alpi Pennine                             |
| rifugio Durier                             | Club alpino francese                 | Massiccio del Monte Bianco               |
| rifugio Elena                              |                                      | Massiccio del Monte Bianco               |
| rifugio Elisa                              |                                      | Gruppo delle Grigne                      |
| rifugio Elisabetta Soldini Montanaro       | Club alpino italiano                 | Massiccio del Monte Bianco               |
| rifugio Emilio Comici                      |                                      | Gruppo del Sassolungo                    |
| rifugio Emilio Questa                      |                                      | Alpi Marittime                           |
| rifugio Erdemolo                           |                                      | Catena del Lagorai                       |
| rifugio Ernesto Tazzetti                   | Club alpino italiano                 | Alpi Graie                               |
| rifugio Eugenio Ferreri                    |                                      | Alpi Graie                               |
| rifugio Eugenio Sella                      | Club alpino italiano                 | Alpi Pennine                             |
| rifugio Fanes                              |                                      | Gruppo di Fanis                          |
| rifugio Federico Chabod                    | Club alpino italiano                 | Massiccio del Gran Paradiso              |
| rifugio Firenze                            | Club alpino italiano                 | Dolomiti                                 |
| rifugio Fonda-Savio                        | Club alpino italiano                 | Cadini di Misurina                       |
| rifugio Francesco Gonella                  | Club alpino italiano                 | Massiccio del Monte Bianco               |
| rifugio Francesco Petrarca                 | Provincia autonoma di Bolzano        | Alpi Venoste                             |
| Rifugio Franco Allavena                    | Regione Liguria                      | Alpi Liguri                              |
| rifugio Franco Chiarella all'Amianthé      | Club alpino italiano                 | Alpi Pennine                             |
| rifugio Franco Tonolini                    | Club alpino italiano                 | Gruppo dell'Adamello                     |
| rifugio Fratelli Calvi                     |                                      | Prealpi Bergamasche                      |
| rifugio Fratelli De Gasperi                | Club alpino italiano                 | Dolomiti Friulane                        |
| rifugio Fratelli Grego                     | Club alpino italiano                 | Alpi Giulie                              |
| rifugio Fratelli Longo                     |                                      | Alpi Orobie                              |
| Rifugio fratelli Nordio e Riccardo Deffar  |                                      | Alpi Carniche                            |
| Rifugio Fronza alle Coronelle              |                                      | Gruppo del Catinaccio                    |
| rifugio Furio Bianchet                     |                                      | Dolomiti                                 |
| rifugio Gabriele Boccalatte e Mario Piolti | Club alpino italiano                 | Massiccio del Monte Bianco               |
| Rifugio Galassi                            | Club alpino italiano                 | Dolomiti                                 |
| rifugio Gardeccia                          |                                      | Gruppo del Catinaccio                    |
| rifugio Gardenaccia                        |                                      | Gruppo del Puez                          |
| rifugio Gaspare Oberto-Paolo Maroli        | Club alpino italiano                 | Alpi Pennine                             |
| rifugio Genova                             | Provincia autonoma di Bolzano        | Dolomiti                                 |
| rifugio Genova-Figari                      |                                      | Alpi Marittime                           |
| rifugio Gerli-Porro                        |                                      | Alpi Retiche occidentali                 |
| rifugio Gherardi                           | Operazione Mato Grosso               | Prealpi Bergamasche                      |
| rifugio Gian Federico Benevolo             | Club alpino italiano                 | Alpi Graie                               |
| rifugio Giorgio Bertone                    |                                      | Alpi Pennine                             |
| rifugio Giovanni Bertacchi                 |                                      | Alpi del Platta                          |
| rifugio Giovanni Bobba                     |                                      | Alpi Pennine                             |
| rifugio Giovanni e Olinto Marinelli        |                                      | Alpi Carniche                            |
| rifugio Giovanni Pedrotti                  | Società degli Alpinisti Tridentini   | Pale di San Martino                      |
| rifugio Giovanni Porro                     | Provincia autonoma di Bolzano        | Alpi Aurine                              |
| rifugio Giuseppe Garibaldi                 | Club alpino italiano                 | Alpi dell'Adamello e della Presanella    |
| rifugio Giuseppe Volpi al Mulaz            | Club alpino italiano                 | Pale di San Martino                      |
| rifugio Graffer al Grostè                  | Società degli Alpinisti Tridentini   | Dolomiti di Brenta                       |
| rifugio Gran Baita CAI Omegna              | Club alpino italiano                 | Alpi Pennine                             |
| rifugio Gran Pilastro                      | Alpenverein Südtirol                 | Alpi della Zillertal                     |
| rifugio Grand Tournalin                    |                                      | Alpi Pennine                             |
| rifugio Gualtiero Laeng                    | Operazione Mato Grosso               | Prealpi Bergamasche                      |
| rifugio Guglielmina                        |                                      | Massiccio del Monte Rosa                 |
| rifugio Guglielmo Jervis                   |                                      | Alpi Graie                               |
| rifugio Guglielmo Pelizzo                  |                                      | Prealpi Giulie                           |
| rifugio Guide d'Ayas                       |                                      | Alpi Pennine                             |
| rifugio Guide del Cervino                  | Società Guide del Cervino            | Alpi Pennine                             |
| rifugio Guido Corsi                        | Club alpino italiano                 | Alpi Giulie                              |
| rifugio Guido Lorenzi                      |                                      | Gruppo del Cristallo                     |
| rifugio Guido Rey                          | Club alpino italiano                 | Alpi Cozie                               |
| rifugio Havis De Giorgio - Mondovì         |                                      | Alpi Liguri                              |
| rifugio I Re Magi                          |                                      | Alpi Cozie                               |
| rifugio Jean-Antoine Carrel                | Società Guide del Cervino            | Alpi Pennine                             |
| rifugio L'Ermitage                         |                                      | Alpi Pennine                             |
| Rifugio Lagazuoi                           |                                      | Dolomiti                                 |
| Rifugio laghi di Colbricon                 |                                      | Catena del Lagorai                       |
| rifugio Laghi Gemelli                      | Club alpino italiano                 | Prealpi Bergamasche                      |
| rifugio Lago Rodella                       | Alpenverein Südtirol                 | Alpi Sarentine                           |
| rifugio Lago Verde                         | Club alpino italiano                 | Alpi Cozie                               |
| rifugio Lambertenghi-Romanin               |                                      | Alpi Carniche                            |
| rifugio Larcher                            |                                      | Alpi Retiche meridionali                 |
| rifugio Lavaredo                           |                                      | Dolomiti di Sesto                        |
| rifugio Lavarella                          |                                      | Gruppo di Fanis                          |
| rifugio Lecco                              | Club alpino italiano                 | Prealpi Bergamasche                      |
| rifugio Levi Molinari                      | Club alpino italiano                 | Alpi Cozie                               |
| rifugio Locanda al Convento                |                                      | Alpi Giulie                              |
| rifugio Lorenzo Bozano                     |                                      | Alpi Marittime                           |
| rifugio Luigi Albani                       | Club alpino italiano                 | Prealpi Bergamasche                      |
| rifugio Luigi Azzoni                       |                                      | Prealpi Bergamasche                      |
| rifugio Luigi Cibrario                     | Club alpino italiano                 | Alpi Graie                               |
| rifugio Luigi Gianetti                     | Club alpino italiano                 | Alpi Retiche occidentali                 |
| rifugio Luigi Mambretti                    |                                      | Alpi Orobie                              |
| rifugio Luigi Pellarini                    | Club alpino italiano                 | Alpi Giulie                              |
| rifugio Luigi Vaccarone                    | Club alpino italiano                 | Alpi Cozie                               |
| rifugio Luigi Zacchi                       |                                      | Alpi Giulie                              |
| Rifugio lupi di Toscana                    |                                      | Gruppo dell'Adamello                     |
| Rifugio M.O. Leonida Magnolini             |                                      | Alpi Orobie                              |
| rifugio Malga Brogles                      |                                      | Gruppo delle Odle                        |
| rifugio Malinvern                          |                                      | Alpi Marittime                           |
| rifugio Mandrone                           | Società degli Alpinisti Tridentini   | Gruppo dell'Adamello                     |
| rifugio Maniago                            | Club alpino italiano                 | Dolomiti Friulane                        |
| rifugio Marco e Rosa                       | Club alpino italiano                 | Massiccio del Bernina                    |
| rifugio Maria e Alberto ai Brentei         | Club alpino italiano                 | Dolomiti di Brenta                       |
| rifugio Maria e Franco                     | Club alpino italiano                 | Gruppo dell'Adamello                     |
| rifugio Maria Luisa                        | Club alpino italiano                 | Alpi Lepontine                           |
| rifugio Marinelli Bombardieri              | Club alpino italiano                 | Massiccio del Bernina                    |
| rifugio Mario Bezzi                        |                                      | Alpi Graie                               |
| rifugio Mario Fraccaroli                   | Club alpino italiano                 | Prealpi Venete                           |
| rifugio Mario Vazzoler                     | Club alpino italiano                 | Dolomiti                                 |
| rifugio Meira Garneri                      |                                      | Alpi Cozie                               |
| rifugio Melano                             | Club alpino italiano                 | Alpi Cozie                               |
| rifugio Melezè                             |                                      | Alpi Cozie                               |
| rifugio Menaggio                           |                                      | Prealpi Luganesi                         |
| rifugio Migliorero                         |                                      | Alpi Marittime                           |
| rifugio Mombarone                          |                                      | Alpi Biellesi                            |
| rifugio Mongioie                           |                                      | Alpi Liguri                              |
| rifugio Monte Bianco                       | Club alpino italiano                 | Massiccio del Monte Bianco               |
| rifugio Monzino                            | Società Guide Alpine Courmayeur      | Massiccio del Monte Bianco               |
| rifugio Monzoni Torquato Taramelli         | Società degli Alpinisti Tridentini   | Dolomiti di Gardena e di Fassa           |
| rifugio Morelli Buzzi                      | Club Alpino Italiano                 | Alpi Marittime                           |
| rifugio Nacamuli al Col Collon             | Club alpino italiano                 | Alpi Pennine                             |
| rifugio Nani Tagliaferri                   | Club alpino italiano                 | Prealpi Bergamasche                      |
| rifugio Negritella                         |                                      | Gruppo del Catinaccio                    |
| rifugio Nizza                              | Club alpino francese                 | Massiccio del Mercantour                 |
| rifugio Nuvolau                            | Club alpino italiano                 | Gruppo del Nuvolau                       |
| rifugio Oneglio Amprimo                    |                                      | Alpi Cozie                               |
| rifugio Onorio Falier                      | Club alpino italiano                 | Dolomiti                                 |
| rifugio Oratorio di Cunéy                  |                                      | Alpi Pennine                             |
| rifugio Ospizio Sottile                    |                                      | Alpi Pennine                             |
| rifugio Ottorino Mezzalama                 | Club alpino italiano                 | Alpi Pennine                             |
| rifugio Pagarì                             |                                      | Alpi Marittime                           |
| Rifugio Palù                               |                                      | Alpi Retiche occidentali                 |
| rifugio Paolo Daviso                       | Club alpino italiano                 | Alpi Graie                               |
| rifugio Paolo Prudenzini                   | Club alpino italiano                 | Gruppo dell'Adamello                     |
| rifugio Passo di Vizze                     |                                      | Alpi della Zillertal                     |
| rifugio Passo Ponte di Ghiaccio            | Provincia autonoma di Bolzano        | Alpi dei Tauri occidentali               |
| rifugio Passo Principe                     |                                      | Gruppo del Catinaccio                    |
| rifugio Passo Santner                      |                                      | Gruppo del Catinaccio                    |
| rifugio Pavillon                           |                                      | Massiccio del Monte Bianco               |
| rifugio Payer                              | Provincia autonoma di Bolzano        | Alpi Retiche meridionali                 |
| rifugio Pederü                             |                                      | Dolomiti di Braies                       |
| rifugio Peller                             | Società degli Alpinisti Tridentini   | Dolomiti di Brenta                       |
| rifugio Perucca-Vuillermoz                 |                                      | Alpi Pennine                             |
| rifugio Pialeral                           |                                      | Gruppo delle Grigne                      |
| rifugio Pian della Ballotta                |                                      | Alpi Graie                               |
| rifugio Pian di Cengia                     |                                      | Dolomiti di Sesto                        |
| rifugio Pier Fortunato Calvi               |                                      | Alpi Carniche                            |
| rifugio Piero Garelli                      |                                      | Alpi Liguri                              |
| rifugio Piero Vacca                        |                                      | Alpi Cozie                               |
| rifugio Pino Prati                         |                                      | Prealpi Venete                           |
| rifugio Pio XI                             | Provincia autonoma di Bolzano        | Alpi Venoste                             |
| rifugio Pizzini Frattola                   | Club alpino italiano                 | Alpi dell'Ortles                         |
| rifugio Plan de l'Aiguille                 |                                      | Massiccio del Monte Bianco               |
| rifugio Plose                              | Club alpino italiano                 | Montagne di Luson                        |
| rifugio Pomedes                            |                                      | Dolomiti                                 |
| Rifugio Poncione di Braga                  |                                      | Alpi Lepontine                           |
| rifugio Pontese                            |                                      | Alpi Graie                               |
| rifugio Pordenone                          |                                      | Dolomiti Friulane                        |
| rifugio Portia                             |                                      | Alpi Graie                               |
| rifugio Prarayer                           | Club alpino italiano                 | Alpi Pennine                             |
| rifugio Preuss                             |                                      | Gruppo del Catinaccio                    |
| rifugio Puez                               | Club alpino italiano                 | Gruppo del Puez                          |
| rifugio Quintino Sella                     | Club alpino italiano                 | Massiccio del Monte Bianco               |
| rifugio Quintino Sella al Felik            | Club alpino italiano                 | Alpi Pennine                             |
| rifugio Quintino Sella al Monviso          | Club alpino italiano                 | Alpi Cozie                               |
| rifugio Quinto Alpini                      | Club alpino italiano                 | Alpi dell'Ortles                         |
| rifugio Rasciesa                           |                                      | Gruppo delle Odle                        |
| rifugio Re Alberto                         |                                      | Gruppo del Catinaccio                    |
| rifugio Regina Elena                       |                                      | Alpi Marittime                           |
| rifugio Remondino                          |                                      | Alpi Marittime                           |
| rifugio Rino Olmo                          | Club alpino italiano                 | Prealpi Bergamasche                      |
| rifugio Roberto Bignami                    | Club alpino italiano                 | Alpi Retiche                             |
| rifugio Roda di Vaèl                       | Società degli Alpinisti Tridentini   | Gruppo del Catinaccio                    |
| rifugio Roma alle Vedrette di Ries         | Provincia autonoma di Bolzano        | Vedrette di Ries                         |
| rifugio Rosalba                            | Club alpino italiano                 | Alpi Orobie                              |
| Rifugio S.A.T. Cima D’Asta “O. Brentari”   | Società degli Alpinisti Tridentini   | Catena del Lagorai                       |
| rifugio Salmurano                          |                                      | Alpi Orobie                              |
| rifugio San Giuliano                       |                                      | Gruppo dell'Adamello                     |
| rifugio Sandro Pertini                     |                                      | Gruppo del Sassolungo                    |
| rifugio Sanremo                            | Club alpino italiano                 | Alpi Liguri                              |
| rifugio Santa Croce di Lazfons             |                                      | Alpi Sarentine                           |
| rifugio Santa Maria                        | Giovane Montagna                     | Alpi Graie                               |
| rifugio Santino Ferioli                    |                                      | Alpi Pennine                             |
| rifugio al Sasso Nero                      | Provincia autonoma di Bolzano        | Alpi della Zillertal                     |
| rifugio Savigliano                         |                                      | Alpi Cozie                               |
| rifugio Schiazzera                         | Operazione Mato Grosso               | Alpi Retiche occidentali                 |
| rifugio Segantini in val d'Amola           |                                      | Alpi Retiche meridionali                 |
| rifugio Selleries                          |                                      | Alpi Cozie                               |
| rifugio Selvata                            |                                      | Dolomiti di Brenta                       |
| rifugio Sennes                             |                                      | Dolomiti di Braies                       |
| rifugio Serafino Gnutti                    | Club alpino italiano                 | Gruppo dell'Adamello                     |
| rifugio Serot                              |                                      | Catena del Lagorai                       |
| rifugio Sette Selle                        | Società degli Alpinisti Tridentini   | Catena del Lagorai                       |
| rifugio Silvio Agostini                    | Società degli Alpinisti Tridentini   | Dolomiti di Brenta                       |
| rifugio Silvio Dorigoni                    |                                      | Alpi dell'Ortles                         |
| rifugio Similaun                           |                                      | Alpi Venoste                             |
| rifugio Sogno di Berdzé al Péradzà         |                                      | Massiccio del Gran Paradiso              |
| rifugio Solarie                            |                                      | Prealpi Giulie                           |
| rifugio Sonino al Coldai                   | Club alpino italiano                 | Dolomiti                                 |
| rifugio Sorgenti del Piave                 |                                      | Alpi Carniche                            |
| rifugio Soria Ellena                       | Club alpino italiano                 | Alpi Marittime                           |
| rifugio Spanna-Osella                      |                                      | Alpi Pennine                             |
| rifugio Stavèl Francesco Denza             | Società degli Alpinisti Tridentini   | Gruppo dell'Adamello                     |
| rifugio Stella Alpina Spiz Piaz            |                                      | Gruppo del Catinaccio                    |
| rifugio Stivo Prospero Marchetti           |                                      | Prealpi Gardesane                        |
| rifugio Stroppia                           | Club alpino italiano                 | Alpi Cozie                               |
| rifugio Tabaretta                          |                                      | Alpi dell'Ortles                         |
| rifugio Talarico                           | Club alpino italiano                 | Alpi Marittime                           |
| rifugio Teodulo                            | Club alpino italiano                 | Alpi Pennine                             |
| rifugio Terzo Alpini                       |                                      | Alpi Cozie                               |
| rifugio Tissi                              | Club alpino italiano                 | Dolomiti                                 |
| rifugio Tita Piaz                          |                                      | Alpi Carniche                            |
| rifugio Tita Secchi                        |                                      | Gruppo dell'Adamello                     |
| rifugio Toesca                             | Club alpino italiano                 | Alpi Cozie                               |
| rifugio Tommaso Pedrotti                   | Società degli Alpinisti Tridentini   | Dolomiti di Brenta                       |
| rifugio Torino                             | Club alpino italiano                 | Massiccio del Monte Bianco               |
| rifugio Torrani                            | Club alpino italiano                 | Dolomiti                                 |
| rifugio Torre di Pisa                      |                                      | Dolomiti Latemar                         |
| rifugio Tre Scarperi                       | Alpenverein Südtirol                 | Dolomiti di Sesto                        |
| rifugio Tribulaun                          | Club alpino italiano                 | Alpi dello Stubai                        |
| rifugio Troncea                            |                                      | Alpi Cozie                               |
| rifugio Tuckett                            | Società degli Alpinisti Tridentini   | Dolomiti di Brenta                       |
| rifugio Vajolet                            | Società degli Alpinisti Tridentini   | Gruppo del Catinaccio                    |
| rifugio Val di Fumo                        | Società degli Alpinisti Tridentini   | Gruppo dell'Adamello                     |
| rifugio Valasco                            |                                      | Alpi Marittime                           |
| rifugio Valcaira                           | Club alpino italiano                 | Alpi Liguri                              |
| Rifugio Valgravio                          |                                      | Alpi Cozie                               |
| Rifugio Vallandro                          |                                      | Dolomiti di Braies                       |
| rifugio Vallanta                           | Club alpino italiano                 | Alpi Cozie                               |
| rifugio Venezia                            | Club alpino italiano                 | Dolomiti                                 |
| rifugio Venna alla Gerla                   | Deutscher Alpenverein                | Alpi della Zillertal                     |
| rifugio Vicenza                            |                                      | Gruppo del Sassolungo                    |
| rifugio Vincenzo Lancia                    | Società degli Alpinisti Tridentini   | Prealpi Venete                           |
| rifugio Vioz                               | Società degli Alpinisti Tridentini   | Alpi dell'Ortles                         |
| rifugio Viso                               |                                      | Alpi Cozie                               |
| rifugio Vitale Giacoletti                  | Club alpino italiano                 | Alpi Cozie                               |
| rifugio Vittorio Emanuele II               | Club alpino italiano                 | Massiccio del Gran Paradiso              |
| rifugio Vittorio Raffaele Leonesi          | Club alpino italiano                 | Alpi Graie                               |
| rifugio Vittorio Sella                     | Club alpino italiano                 | Massiccio del Gran Paradiso              |
| rifugio Vulpot                             |                                      | Alpi Graie                               |
| rifugio Walter Bonatti                     |                                      | Alpi Pennine                             |
| rifugio Willy Jervis                       | Club alpino italiano                 | Alpi Cozie                               |
| rifugio Zamboni-Zappa                      | Club alpino italiano                 | Alpi Pennine                             |
| rifugio Zanotti                            | Club alpino italiano                 | Alpi Marittime                           |
| rifugio Zar Senni                          |                                      | Alpi Pennine                             |
| rifugio Zsigmondy-Comici                   | Club alpino italiano                 | Dolomiti                                 |
| Rothornhütte                               | Club alpino svizzero                 | Alpi Pennine                             |
| Rottalhütte                                | Club alpino svizzero                 | Alpi Bernesi                             |
| S                                          |                                      |                                          |
| Schönbielhütte                             | Club alpino svizzero                 | Alpi Pennine                             |
| Schreckhornhütte                           | Club alpino svizzero                 | Alpi Bernesi                             |
| Solvayhütte                                | Club alpino svizzero                 | Alpi Pennine                             |
| T                                          |                                      |                                          |
| Täschhütte                                 | Club alpino svizzero                 | Alpi Pennine                             |
| Turtmannhütte                              | Club alpino svizzero                 | Alpi Pennine                             |
| U                                          |                                      |                                          |
| V                                          |                                      |                                          |
| W                                          |                                      |                                          |
| Weisshornhütte                             | Club alpino svizzero                 | Catena Weisshorn-Zinalrothorn            |
| Weissmieshütte                             | Club alpino svizzero                 | Alpi Pennine                             |
| X                                          |                                      |                                          |
| Y                                          |                                      |                                          |
| Z                                          |                                      |                                          |